# Хиосское сражение (201 до н. э.)
Хиосское сражение (201 до н. э.) — морское сражение в ходе Критской войны между македонским флотом, с одной стороны, и объединённым флотом Родоса, Пергамского царства, Византия и Кизика — с другой.

## Предыстория
Царь Македонии Филипп V, желая расширить владения своего царства, столкнулся с сопротивлением Родоса, который имел мощный флот, и Пергамского царства. Последние были вынуждены объединиться, чтобы противостоять угрозе со стороны Филиппа, который к 201 году до н. э. захватил несколько Кикладских островов и отправил флот к берегам Малой Азии.
Родосским флотом командовал талантливый флотоводец Феофилиск. Филипп осадил Хиос, рассчитывая, что в результате его взятия пресечёт контакты между союзниками. Пергамский царь Аттал, поняв опасность для своего государства, стал готовить столицу к обороне, но Феофилиск убедил его выступить на море и объединить флоты для борьбы с македонянами.
Флоты союзников прибыли к Хиосу, и Филипп понял, что оказался в ловушке на острове, отрезанном от снабжения флотом противника.